# David Holston
David Rae Leonard Holston (Pontiac, 26 gennaio 1986) è un cestista statunitense.

## Palmarès

### Squadra
- Leaders Cup: 1

Digione: 2020
- Coppa di Francia: 1

Digione: 2023-2024

### Individuale
- LNB Pro A MVP: 1

Digione: 2018-19